# Domenico Pompili
Domenico Pompili (Roma, 21 de maio de 1963) é um clérigo italiano e bispo católico romano de Verona.

## Biografia
Ele nasceu em Roma em 21 de maio de 1963.

### Formação e ministério sacerdotal
Em 6 de agosto de 1988 foi ordenado sacerdote para a diocese de Anagni-Alatri por Dom Luigi Belloli.
Obteve a licenciatura em 1990 e o doutorado em teologia moral em 2001 pela Pontifícia Universidade Gregoriana de Roma.
De 1988 a 1999 desempenhou o ministério na diocese de Anagni-Alatri como secretário particular de Dom Luigi Belloli e diretor do escritório diocesano de comunicação social. Ao mesmo tempo foi pároco de Vallepietra. De 2000 a 2006 desempenhou o ministério de vigário episcopal para a pastoral e diretor do escritório diocesano para o patrimônio cultural de sua diocese, continuando como diretor do escritório diocesano de comunicação social e assistente unitário da Ação Católica diocesana. Durante o mesmo período foi também pároco da co-catedral de San Paolo di Alatri.
Foi professor encarregado de teologia moral no Instituto Teológico Leoniano de Anagni, onde é professor desde 1990.
Em outubro de 2005 foi nomeado assistente de estudos da secretaria geral do CEI com cargos no SAT 2000 e na Rádio InBlu. Foi também secretário da fundação de comunicação e cultura e membro do comitê italiano para o apoio à pastoral juvenil (CISIP) e membro da diretoria do jornal Avvenire.
Desde 2007 é diretor do escritório nacional de comunicação social da Conferência Episcopal Italiana. Em 28 de janeiro de 2009 foi nomeado subsecretário da CEI pelo Conselho Episcopal Permanente, tendo sido prorrogado em 29 de janeiro de 2014.

### Ministério Episcopal
Em 15 de maio de 2015, o Papa Francisco o nomeou bispo de Rieti; sucedeu Delio Lucarelli, que se aposentou ao atingir o limite de idade. No dia 5 de setembro recebeu a ordenação episcopal, na catedral de Rieti, O arcebispo de Gênova, Angelo Bagnasco, o consagrou bispo em 5 de setembro do mesmo ano. Os co-consagradores foram seu antecessor Delio Lucarelli, o bispo de Anagni-Alatri, Lorenzo Loppa, o secretário geral da Conferência Episcopal Italiana, Nunzio Galantino, e o ex-bispo de Viterbo, Lorenzo Chiarinelli. Na mesma celebração tomou posse da diocese.
Em maio de 2018 foi eleito presidente da Comissão Episcopal de Cultura e Comunicação Social da CEI; em maio de 2021, ele foi reconfirmado nesta função.
Em 29 de outubro de 2020, foi nomeado pelo próprio papa como administrador apostólico de Ascoli Piceno após a renúncia do bispo Giovanni D'Ercole; manteve seu cargo até a entrada do novo arcebispo-bispo Gianpiero Palmieri, que ocorreu em 29 de outubro de 2020. 28 de novembro de 2021.
Em 2 de julho de 2022, o Papa Francisco o nomeou bispo de Verona; sucedeu Giuseppe Zenti, que renunciou depois de atingir o limite de idade.